# Gorochovius
Gorochovius is een geslacht van rechtvleugeligen uit de familie krekels (Gryllidae). De wetenschappelijke naam van dit geslacht is voor het eerst geldig gepubliceerd in 2004 door Xie, Zheng & Li.

## Soorten
Het geslacht Gorochovius  is monotypisch en omvat slechts de volgende soort:
- Gorochovius trinervus (Xie, Zheng & Li, 2004)